# Gałki (Łódź)
Pour les articles homonymes, voir Gałki.
Gałki est une localité polonaise de la gmina de Brąszewice, située dans le powiat de Sieradz en voïvodie de Łódź.